# Koszmosz–58
A Koszmosz–58 (oroszul: Космос–58) a szovjet Metyeor meteorológiai műhold második prototípusa volt, melyet 1965 elején indítottak a rendszer tesztelése céljából.

## Küldetés
Feladata, műszerezettségének segítségével – folyamatos katonai és polgári adatgyűjtés a Föld légkörének változásairól, alakulásáról. Az adatokat elektronikus úton továbbította a Földre, ahol megtörtént a kiértékelés, valamint az adatok, információk továbbítása a felhasználási helyekre.

## Jellemzői
Az Elektromechanikai Össz-szövetségi Tudományos Kutatóintézet (VNIIEM) tervezett és épített Metyeor típusú meteorológiai műhold második példánya, melyet Koszmosz–58 jelzéssel indítottak.
1965. február 26-án Bajkonuri űrrepülőtérről egy Vosztok–2M (8А92M) típusú hordozórakétával juttatták alacsony Föld körüli pályára. Periódusideje 96,8 perces volt, a pályaelhajlás 65°-os. Az elliptikus pálya perigeuma 563 km, apogeuma 647 km volt. Tömege 4730 kg. A műhold energiaellátását kémiai áramforrás (akkumulátor) biztosították. Az akkumulátorok földárnyékban biztosították az energiaellátást, míg a napos oldalon a napelemek töltötték az akkumulátorokat. A műhold hossztengelyének (és kameráinak) Föld felé irányítását, és a műhold stabilitását giroszkóp biztosította. Felépítése hengeres, átmérője 1,4 méter, magassága 5 méter, két napelemtáblája 10 méterre kinyúló.
A Metyeor sorozat első prototípusaként indított Koszmosz–44 után a második prototípus volt. A Metyeor műholdak kifejlesztéséhez készített, Koszmosz–14 és Koszmosz–23 jelzéssel indított két Omega kísérleti meteorológiai műhold után ez volt a negyedik szovjet meteorológia műhold.
1990. február 25-én belépett a légkörbe és megsemmisült.

## Kapcsolódó szócikk
- Metyeor (műhold)

| Elődje: Koszmosz–57 | Koszmosz-program 1965 | Utódja: Koszmosz–59 |